# Ellenberg, Baden-Württemberg
Ellenberg là một thị xã nằm ở huyện Ostalbkreis, thuộc bang Baden-Württemberg, Đức.